# 편자

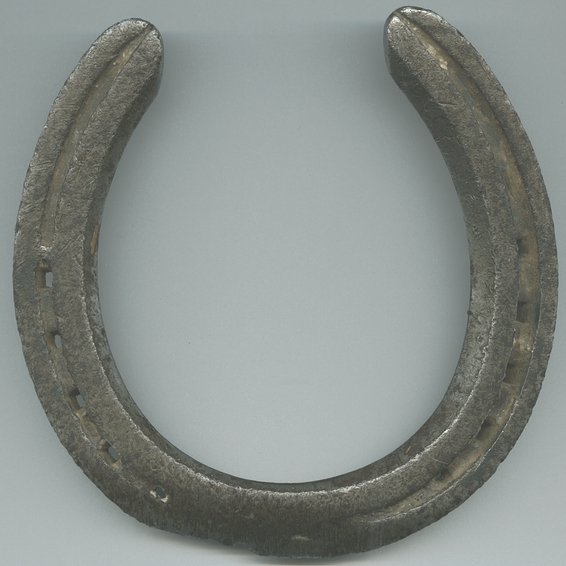
편자

편자(영어: horseshoe)는 말발굽을 보호하고 갈라지지 않게 승용마 및 경주마의 발바닥에 못으로 고정한 둥근 모양의 쇠로 만든 말의 신발 역할을 하는 U자형 쇠붙이다. 편자는 순한국어로 일명 제철(蹄鐵)이라고도 한다.
자연에서 살아가는 말은 스스로 필요한 만큼만 운동하므로 발굽이 심하게 닳지 않는다. 그러나 경주마나 노역마 같이 매일 경주로를 달리거나 도로 위를 걸으면 발굽이  닳거나 갈라지므로 발굽을 보호하려고 편자를 부착한다. 앞발굽과 뒷발굽의 모양이 조금 달라서 편자모양도 역시 앞발 편자는 동그랗고 뒷발 편자는 달걀형으로 길쭉하다. 용도와 기능에 따라 형태는 다양하다. 경주용, 승용 또는 노역용 편자가 각기 다르고, 발굽에 질환이 있을 때 치료용으로 장착하는 특수편자도 여러 형태가 있다. 과거에는 무쇠를 달구어 발굽모양에 맞춰 망치로 두들겨 재단해서 붙였다.
편자를 만들어 붙이는 장제기술은 수년을 연마해도 숙련자가 되기 힘들 정도로 어렵다. 수련과정에서 편자 못을 잘못 박아 발바닥을 뚫어 상처를 내기도 하고, 편자 두께의 좌우 균형을 잘못 맞추어 발목이나 무릎에 관절염이나 통증이 생긴다. 이런 문제를 극복하고 각기 다른 말발굽을 가늠하고 편자를 붙이는 장제기술은 까다로운 기술이다.
과거에 흔히 사용했던 무쇠편자는 단단하지만 무거워서 속도가 중요한 경주마에는 가벼운 두랄루민 편자를 붙인다. 두랄루민 편자는 신기술 제품으로 무게가 가볍고 발굽 크기에 따라 다양한 치수의 기성품을 생산해 편자 장착 작업이 편리하다.

## 문화

### 미신

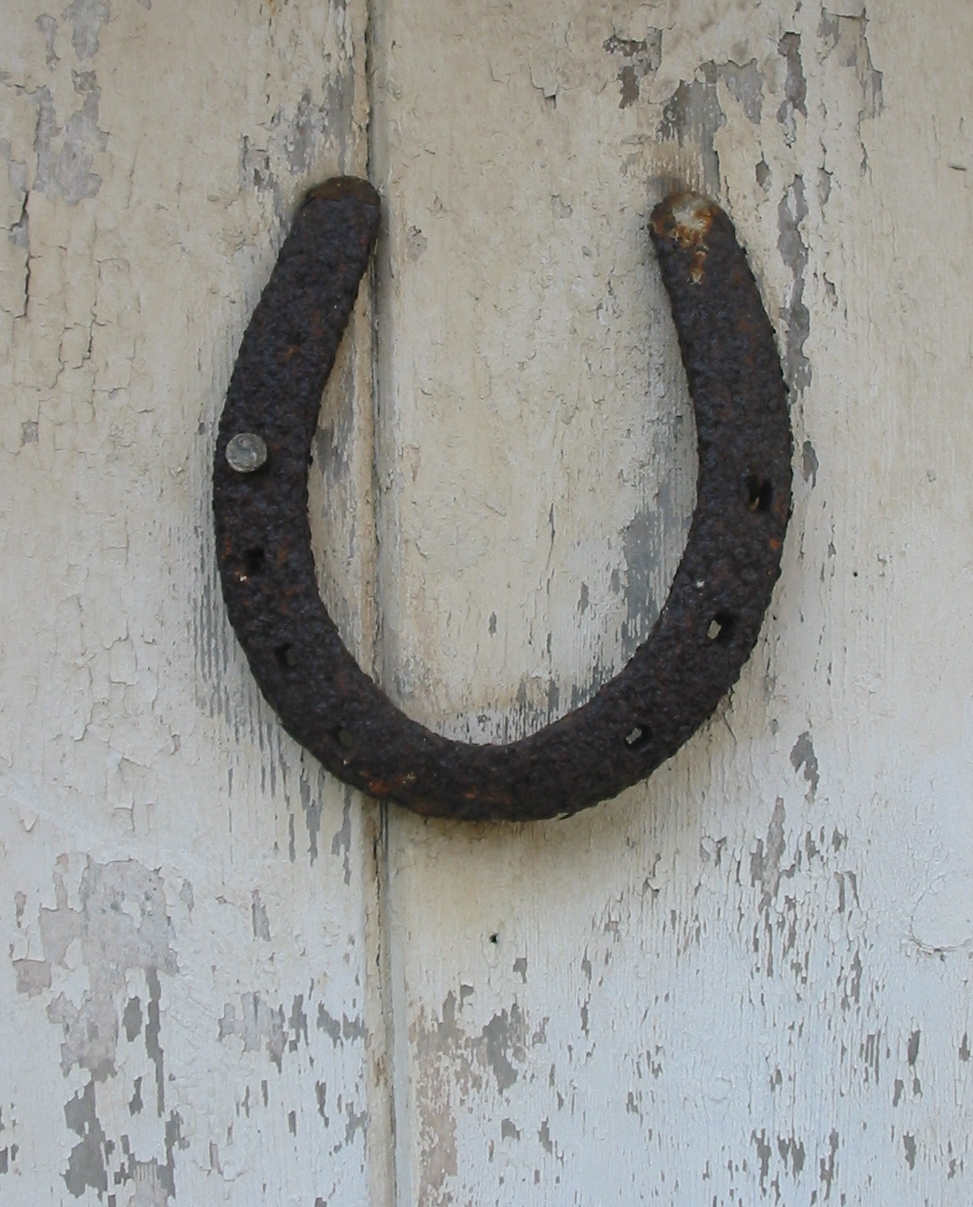
일부 문화권에서는 문에 달린 말굽이 보호용 부적으로 여겨진다.

편자는 오랫동안 행운의 상징으로 여겨져 왔다. 편자는 악령을 물리친다고 여겨지는 물질인 철로 만들어졌으며, 전통적으로 일곱 개의 못으로 제자리에 고정되어 있었는데, 일곱 개는 가장 좋은 운을 상징하는 숫자였다.

## 같이 보기
- 장제사